# یواس‌اس دونز (دی‌دی-۳۷۵)
یواس‌اس دونز(دی‌دی-۳۷۵) (به انگلیسی: USS Downes (DD-375)) یک کشتی بود که طول آن ۳۴۱ فوت ۴ اینچ (۱۰۴٫۰۴ متر) بود. این کشتی در سال ۱۹۳۶ ساخته شد.